# Континенталь — фильм, в котором нет ружья
Континенталь — фильм, в котором нет ружья (фр. Continental, un film sans fusils) — канадский франкоязычный фильм 2007 года, драма с элементами комедии. В прокат фильм вышел 9 ноября 2007 года. В англоязычных странах шёл под названием Continental, a Film Without Guns.
В России впервые был показан в июне 2008 года в рамках программы «Отражения» XXX Московского международного кинофестиваля.
Рейтинг фильма на IMDb по состоянию на 12 августа 2010 года составляет 7,0.

## Сюжет
Фильм состоит из пяти новелл, касающихся друг друга лишь на психологическом уровне — подобно тому, как танцующие в популярном, во франкоязычной Канаде, танце «континенталь» совершают похожие движения, находясь рядом друг с другом, но избегая физического контакта. Что касается названия, то оно является отсылкой к чеховскому ружью, которое, будучи в наличии, не может в конце концов не выстрелить; в этом фильме «нет ружья» — и нет элементов триллера, всё течёт «медленно и неправильно».
Человек без всяких внешних причин уходит от жены в неизвестном направлении — в ночи он выходит из автобуса и уходит в лес. В полиции жене говорят, что такое случается сплошь и рядом и даже не хотят заниматься расследованием; жена развешивает объявления сама, но это не помогает. На место исчезнувшего берут нового человека, который останавливается в гостинице, где на ресепшене работает одинокая девушка. Ей нравится новый постоялец. Свой сломанный автоответчик она приносит чинить тому человеку, который недавно был в зубной клинике, в которой ассистентом работает та самая женщина, от которой ушёл муж. Мастер по ремонту автоответчиков сообщает женщине, от которой ушёл муж, что видел того, — и показывает остановку, на которой тот вышел. Жена выходит на той самой остановке, которую показывали в начале фильма, и бежит в лес — в том самом направлении, в котором ушёл муж. Круг замыкается; ружья, как и следует из названия, нет.

## В ролях
- Мари-Джинетт Гуай[фр.] — Люсетт Симоно
- Жильбер Сикотт[фр.] — Марсель Бодуан
- Фанни Маллет[фр.] — Шанталь Лефевр
- Реал Боссе[фр.] — Луи Жирар
- Полин Мартен — Николь
- Мари Брассар — Диана
- Денис Хоул — Денис
- Гари Будро — полицейский
- Доминик Кеснель — служанка
- Даниэль Депюто — стоматолог
- Роберт Рейнарт — Поль Симоно
- Марика Лумо — молодая мать
- Жослин Зукко — финансовый советник
- Бонфилд Марко — директор отдела кадров
- Мадлен Пелокен — кассир в аптеке
- Жиль Лалонд — клиент

## Награды
- Award for Best Canadian First Feature Film — премия Международного кинофестиваля в Торонто (2007).
- Четыре награды канадской региональной кинопремии Prix Jutra[фр.].